# Rota (mytologi)
Rota (fornvästnordiska Róta eller Rota) är en av valkyriorna i nordisk mytologi. Hon är endast omtalad i Snorre Sturlassons Edda, Gylfaginning, kapitel 36, där Snorre berättar om valkyrior:
| ” | … dem sänder Oden till varje strid. De väljer vilka män som skall dö, och råder över segern. Gunn och Rota och den yngsta nornan, som heter Skuld, rider alltid för att välja vem som skall falla och besluta om dråpen. | „ |

”Rota” förekommer inte som valkyrienamn i tulorna, men finns troligen i kenningen geir-Rótu gǫtvar (”spjut-Rotas kläder”, d.v.s. rustning, brynja) som både Egil Skallagrimsson och Hallfred vandrädaskald använder. Alternativt kan ordet läsas geirróta (”spjutregn”), i vilket fall valkyrienamnet försvinner. Vad som kan tala för det senare är att rota finns som särskilt ovädersheite i tulorna.

## Gesta Danorum
I en kommentarbok till Saxo Grammaticus identifierar Hilda Ellis Davidson två personer med Róta-liknande namn som valkyrior. Dessa båda, som Saxo kallar Ruta och Rothi, figurerar i två fornkväden, Bjarkamál och Ingjaldskvädet, vilka finns i andra och sjätte boken av Gesta Danorum. Kvädenas innehåll har bevarats genom Saxos översättning av dem till latin på hexameter.
Vid tiden för förra sekelskiftet översattes dikterna tillbaka till danska och rekonstruerades till fornyrðislag av bland andra Axel Olrik. Märkligast av de möjliga valkyrior som Davidson nämner är Ruta i Bjarkamál. Efter slaget vid Lejre sägs hon finna den döende hjälten Bödvar Bjarke bland liken på det blodiga slagfältet. Hon genomför då en ritual där hon ber honom fästa blicken under hennes böjda arm så att han kan skåda in i dödsriket och se Oden.
| Sænk dit øje, se gennem Arm mig: sign først Synet med Sejrsruner: trygt skal du, Bjarke, Blikket fæste, se da og kende Sejrsfader. Axel Olriks tolkning av ritualen. | Med Hammerens Tegn du tegne dig, Bjarke, se saa under Armen, jeg bøjer. Odin da ser du, Sejerfader, vis og vældig, Valens Ejer. Frederik Winkel Horns tolkning. |  |

I sin översättning kallar Olrik Ruta för ”Hrut”, medan Frederik Winkel Horn fördanskar namnet till ”Rude”. I kvädet sägs Ruta vara Rolf krakes syster och Bjarkes hustru, men här är hon psykopomp som visar den döende vägen in i dödsriket. Enligt Davidson var hon troligen valkyria. En annan tänkbar valkyria, vars namn Saxo kallar Rothi, omtalas i sjätte boken. Det är inte lätt att veta vilka ursprungliga nordiska namn som kan ha givit upphov till latiniseringarna Ruta och Rothi. Axel Olrik rekonstruerar Rothi till ”Hraude”, medan Winkel Horn skriver ”Rota”.

## Namnet
Substantivet róta betyder ”snö-, regn- eller hagelstorm”, vilket Guðbrandur Vigfússon antog låg bakom Rotas namn. Vanligare, bland mytforskare, har varit att förklara namnet utifrån verbet róta, som ännu finns i isländska och betyder ”böka upp” (som t.ex. svin bökar upp marken), ”vända upp-och-ner på”, ”skapa kaos och oordning”. Det är samma ord som engelskans to route, ”att (på slagfältet) driva någon i vild, oordnad flykt”. Innebörden av valkyrians namn ligger troligen inom detta betydelsefält. Britt-Mari Näsström översätter namnet ”den som ställer till med tumult” och jämför med finlandssvenskans ”råddig”.

## TegnérsFrithiofs saga
I Esaias Tegnérs berömda diktverk Frithiofs saga framställs Rota som en nordisk motsvarighet till den antika mytologins jaktgudinna Diana, trots att det i nordisk mytologi inte förekommer någon egentlig jaktgudinna. I eposets nittonde dikt, ”Frithiofs frestelse”, förekommer ett jaktparty vid kung Rings hov, där även drottning Ingeborg och hovets övriga damer deltar, och den beridna Ingeborg skildras som ”Hälften Freja, hälften Rota, skönare än bägge två”. I skildringen, som snarare andas kontinental medeltid och riddarromantik än nordisk forntid och vikingatid, bär Ingeborg plymförsedd hatt. Det var tur för Tegnér att en av valkyriorna hade ett namn som passade in i versens meter.